# Orsonnens

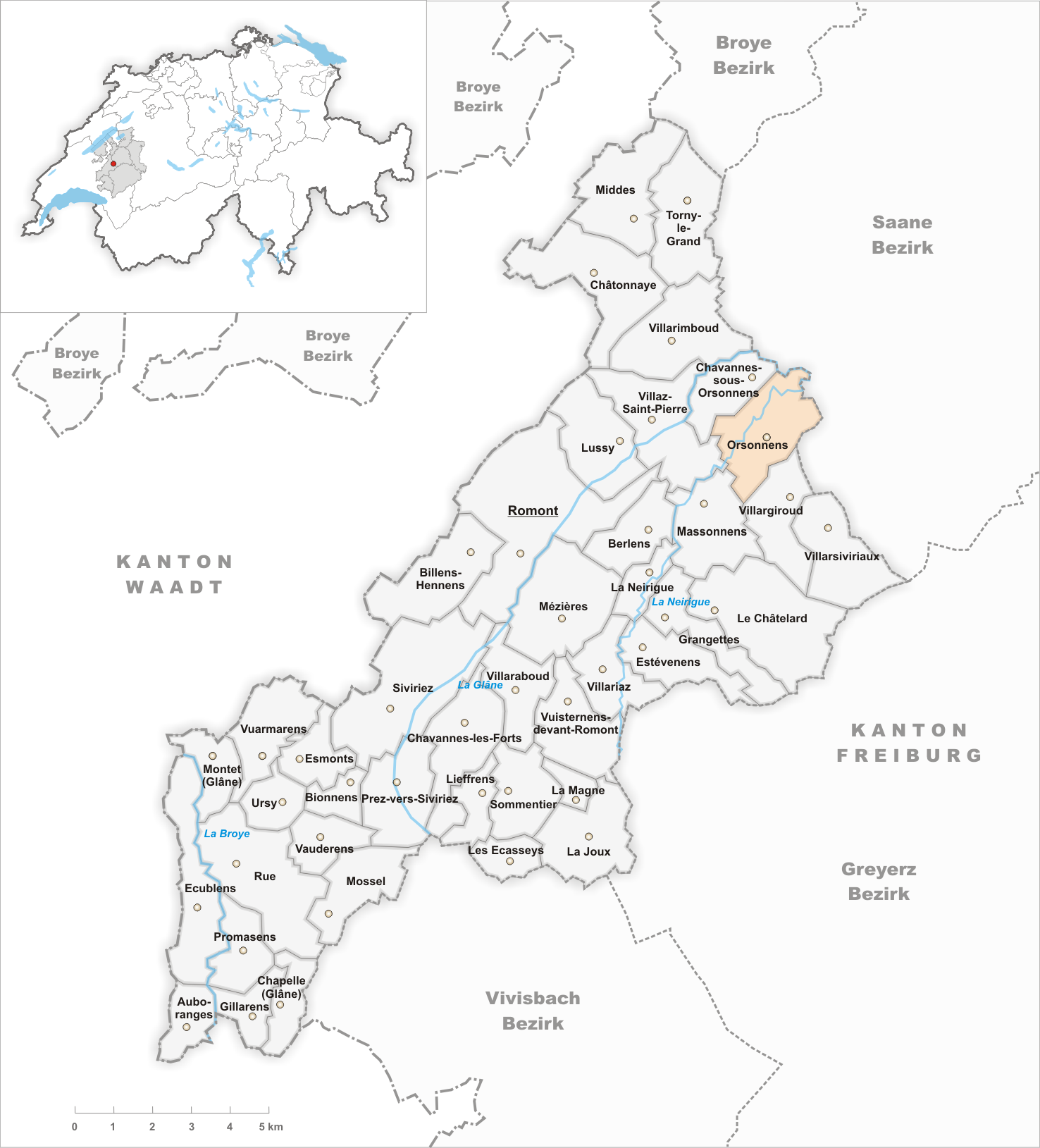
Gemeindestand vor der Fusion am 1. Januar 2001

Orsonnens (Freiburger Patois Ochouninⓘ) ist eine Ortschaft und früher selbständige politische Gemeinde im Distrikt Glâne des Kantons Freiburg in der Schweiz. Die früheren deutschen Namen Orsonning und Orsonningen werden heute nicht mehr verwendet. Am 1. Januar 2001 fusionierte Orsonnens mit den vorher ebenfalls selbständigen Gemeinden Chavannes-sous-Orsonnens, Villargiroud und Villarsiviriaux zur neuen Gemeinde Villorsonnens.

## Geographie
Orsonnens liegt auf 699 m ü. M., sechs Kilometer ostnordöstlich des Bezirkshauptortes Romont (Luftlinie). Das Dorf erstreckt sich auf einem Geländevorsprung am südlichen Talrand der Neirigue, kurz vor ihrer Mündung in die Glâne, im Molassehügelland des Freiburger Mittellandes nordwestlich des Gibloux. Die ehemalige Gemeindefläche betrug rund 4,0 km². Das Gebiet wurde im Norden von der Neirigue begrenzt, reichte nach Osten über die Höhe Fin d'Avau (705 m ü. M.) in den Wald Bois du Vernex (726 m ü. M.). Nach Süden erstreckte sich das Gebiet über den Hang von Orsonnens bis an den Nordhang der Waldhöhe Bois de Saugy.

## Bevölkerung
Mit 302 Einwohnern (2000) zählte Orsonnens vor der Fusion zu den kleinen Gemeinden des Kantons Freiburg. Zu Orsonnens gehören der Weiler Le Moulin (664 m ü. M.) an der Neirigue sowie mehrere Hofsiedlungen und Einzelhöfe.
Einwohnerzahlen: Volkszählungsdaten

## Wirtschaft
Orsonnens war bis in die zweite Hälfte des 20. Jahrhunderts ein vorwiegend durch die Landwirtschaft geprägtes Dorf. Früher wurden an der Neirigue Mühlen betrieben. Noch heute haben die Milchwirtschaft, die Viehzucht und der Ackerbau einen wichtigen Stellenwert in der Erwerbsstruktur der Bevölkerung. Weitere Arbeitsplätze sind im lokalen Kleingewerbe und im Dienstleistungssektor vorhanden. Nordöstlich des Dorfes befindet sich eine Kiesgrube. In den letzten Jahrzehnten hat sich das Dorf auch zu einer Wohngemeinde entwickelt. Viele Erwerbstätige sind deshalb Wegpendler, die hauptsächlich in den Regionen Romont und Freiburg arbeiten.

## Verkehr
Das Dorf liegt abseits der grösseren Durchgangsstrassen an einer Verbindungsstrasse von Villaz-Saint-Pierre nach Vuisternens-en-Ogoz. Durch die Buslinie der Transports publics Fribourgeois, die von Romont nach Farvagny verkehrt, ist Orsonnens an das Netz des öffentlichen Verkehrs angebunden.

## Geschichte
Die erste urkundliche Erwähnung des Ortes erfolgte 1143 unter dem Namen Orsenens. Später erschienen die Schreibweisen Orseneins (1180), Orsonneyns (1326), Orsonens (1577) und Orsonnens (1693). Der Ortsname ist vom germanisierten Personennamen Ursin abgeleitet und bedeutet mit dem Suffix -ens so viel wie bei den Leuten des Ursin.
Seit dem Mittelalter bildete Orsonnens eine eigene kleine Herrschaft, die den Freiherren von Pont-en-Ogoz unterstand. Während des Krieges der Freiburger gegen die Savoyer wurde das Dorf 1448 schwer in Mitleidenschaft gezogen. Ab Ende des 15. Jahrhunderts geriet Orsonnens unter die Herrschaft von Freiburg. Die neuen Herren ordneten das Dorf der Vogtei Pont-Farvagny zu. Nach dem Zusammenbruch des Ancien Régime (1798) gehörte Orsonnens während der Helvetik bis 1803 zum Bezirk Romont, danach zum Bezirk Farvagny und wurde mit der neuen Kantonsverfassung 1848 in den Bezirk Glâne eingegliedert.
Im Rahmen der vom Kanton Freiburg seit 2000 geförderten Gemeindefusionen wurden die Dörfer Orsonnens, Chavannes-sous-Orsonnens, Villargiroud und Villarsiviriaux mit Wirkung auf den 1. Januar 2001 zusammengelegt. Die neu entstandene politische Gemeinde erhielt den Kunstnamen Villorsonnens.

## Sehenswürdigkeiten
Orsonnens besass bereits im 12. Jahrhundert eine Pfarrkirche. Weil die alte Kirche (mit gotischem Schiff) zu klein wurde, musste sie 1936 einem modernen Neubau nach Plänen des Architekten Fernand Dumas weichen. Das Obere Schloss (Château d’En Haut) stammt von 1629, während das Untere Schloss (Château du Bas; auch Landhaus Elie Page genannt) im Kern auf das 16. Jahrhundert zurückgeht. Im Ortskern sind einige charakteristische Bauernhäuser aus dem 17. bis 19. Jahrhundert erhalten.

## Das Zisterzienserkloster im Oberen Schloss
Das Obere Schloss beherbergte von 1891 bis 1977 eine Hauswirtschaftsschule der Ursulinen. Seit 1979 ist es unter dem Klosternamen Notre-Dame de Fatima ein Priorat der vietnamesischen Zisterzienser, die seit 1953 zum Theologiestudium in das Kloster Hauterive kamen und vor allem seit dem Fall von Saigon 1975 in der Schweiz Zuflucht suchten. Die derzeit rund 20 Mönche bestreiten ihren Lebensunterhalt mit einer Druckerei (plus Buchbinderei) sowie der Herstellung von Tofu. Prior ist Joannes Baptista Trần Văn Chuyên.

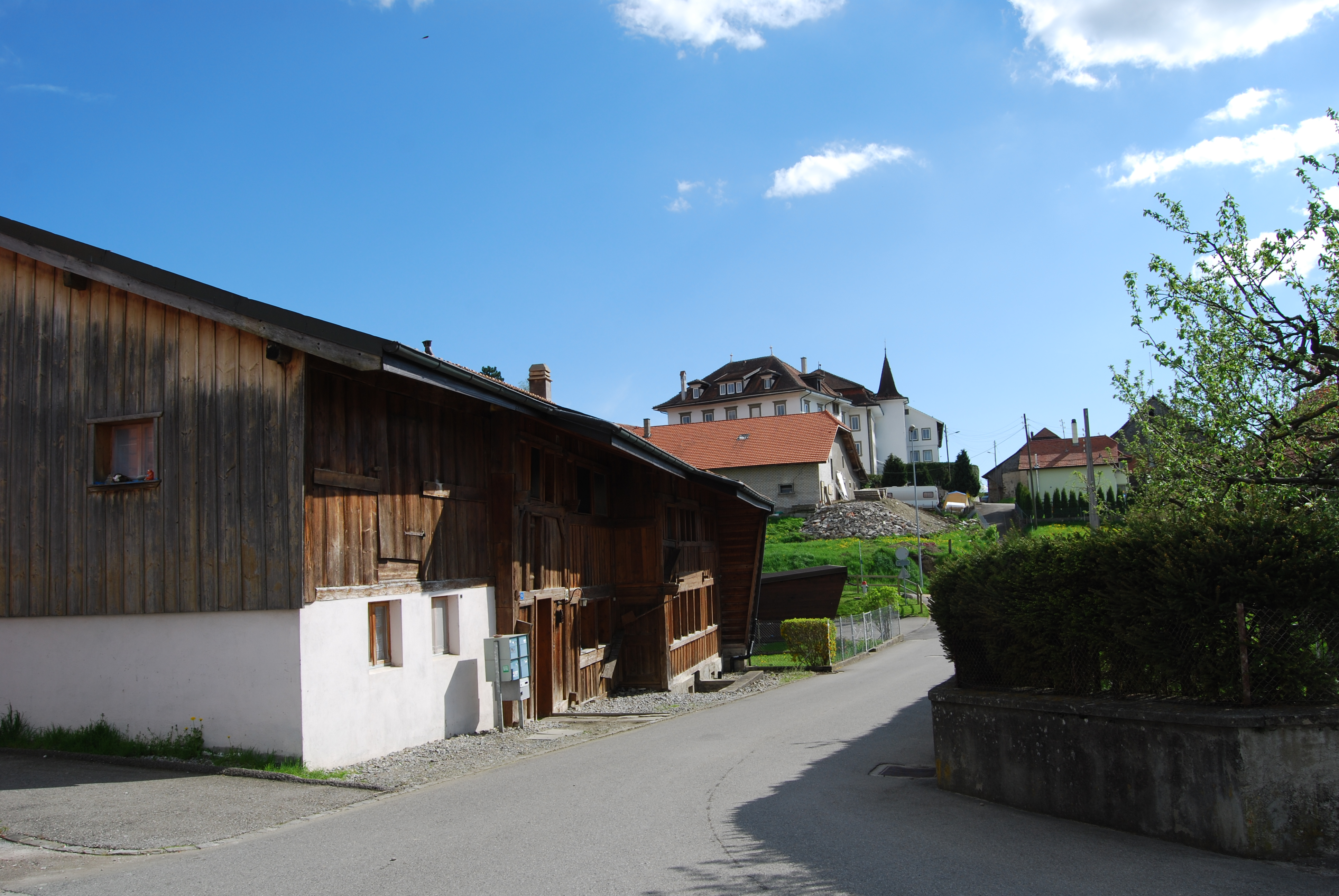
Unteres Schloss, Orsonnens
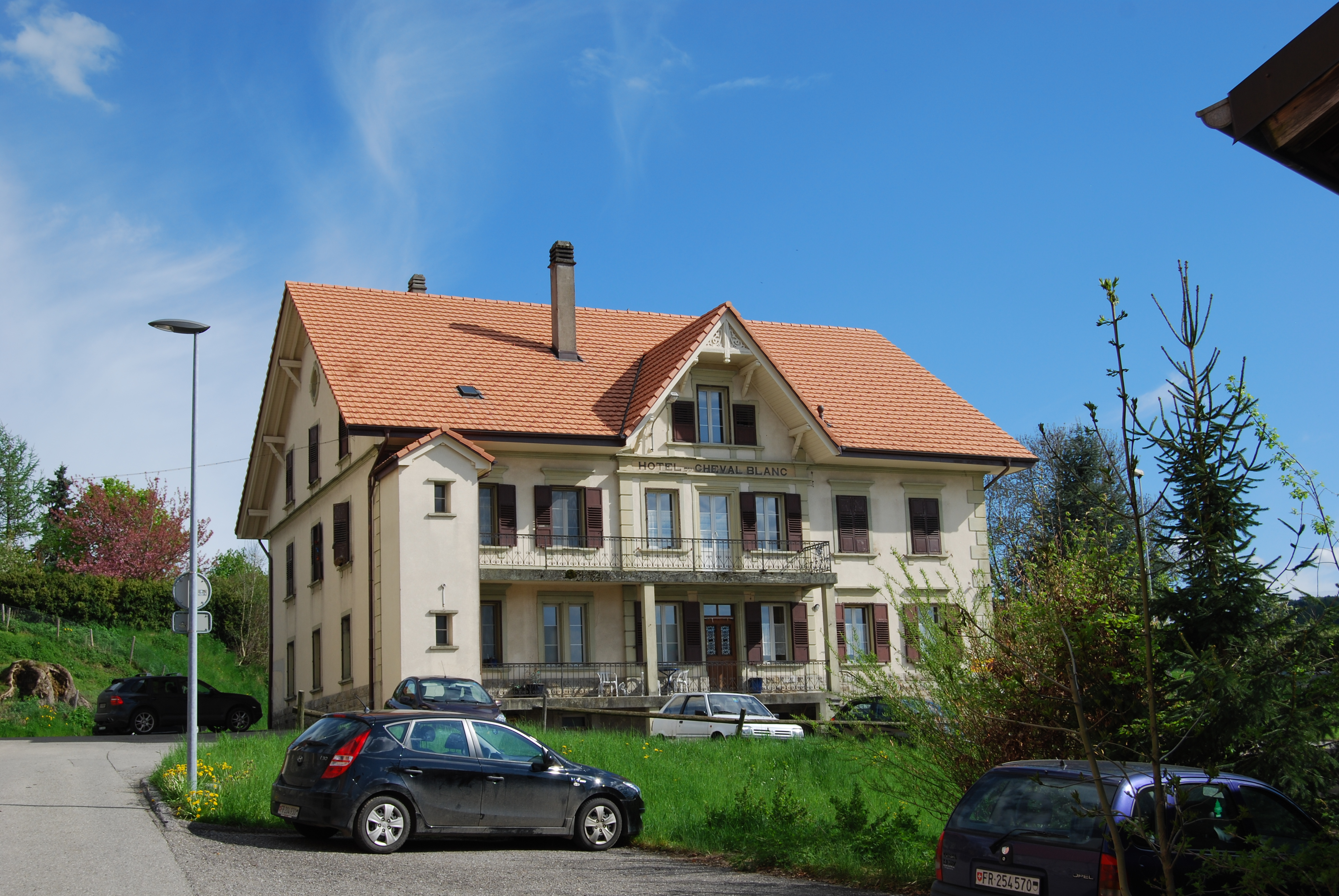
Hotel Cheval Blanc
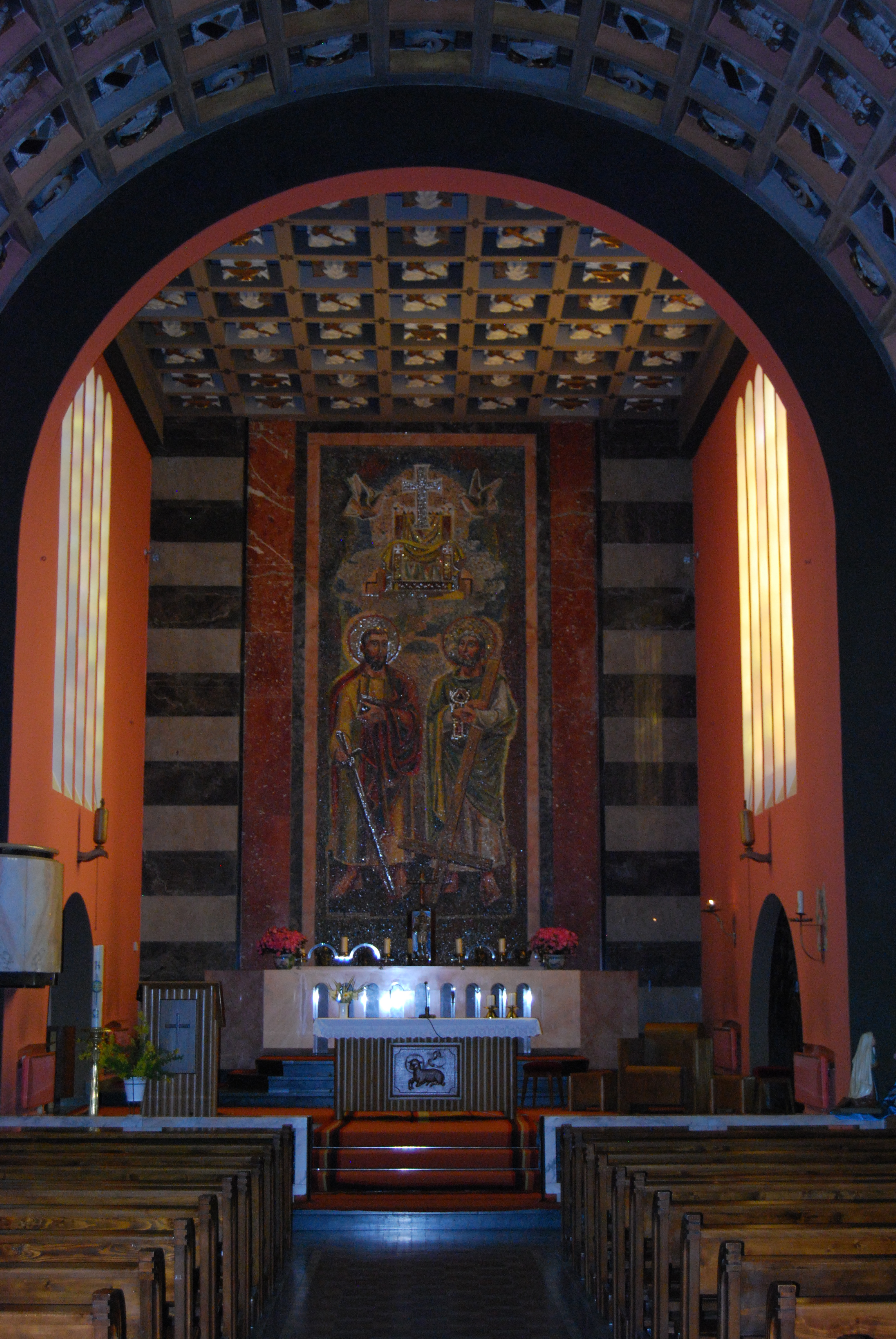
Innenansicht der Kirche Sankt Peter
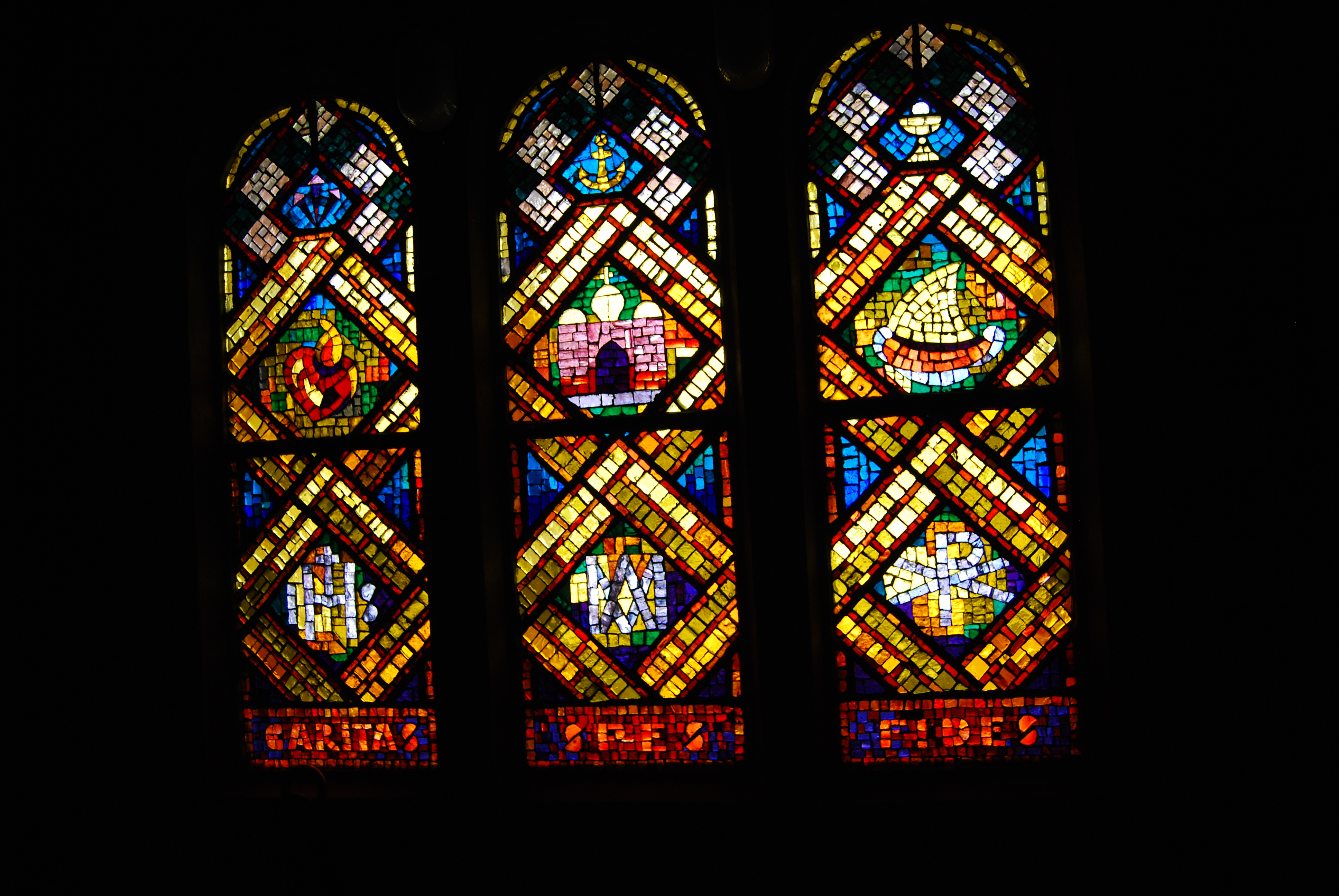
Glasmalereien in der Kirche Sankt Peter
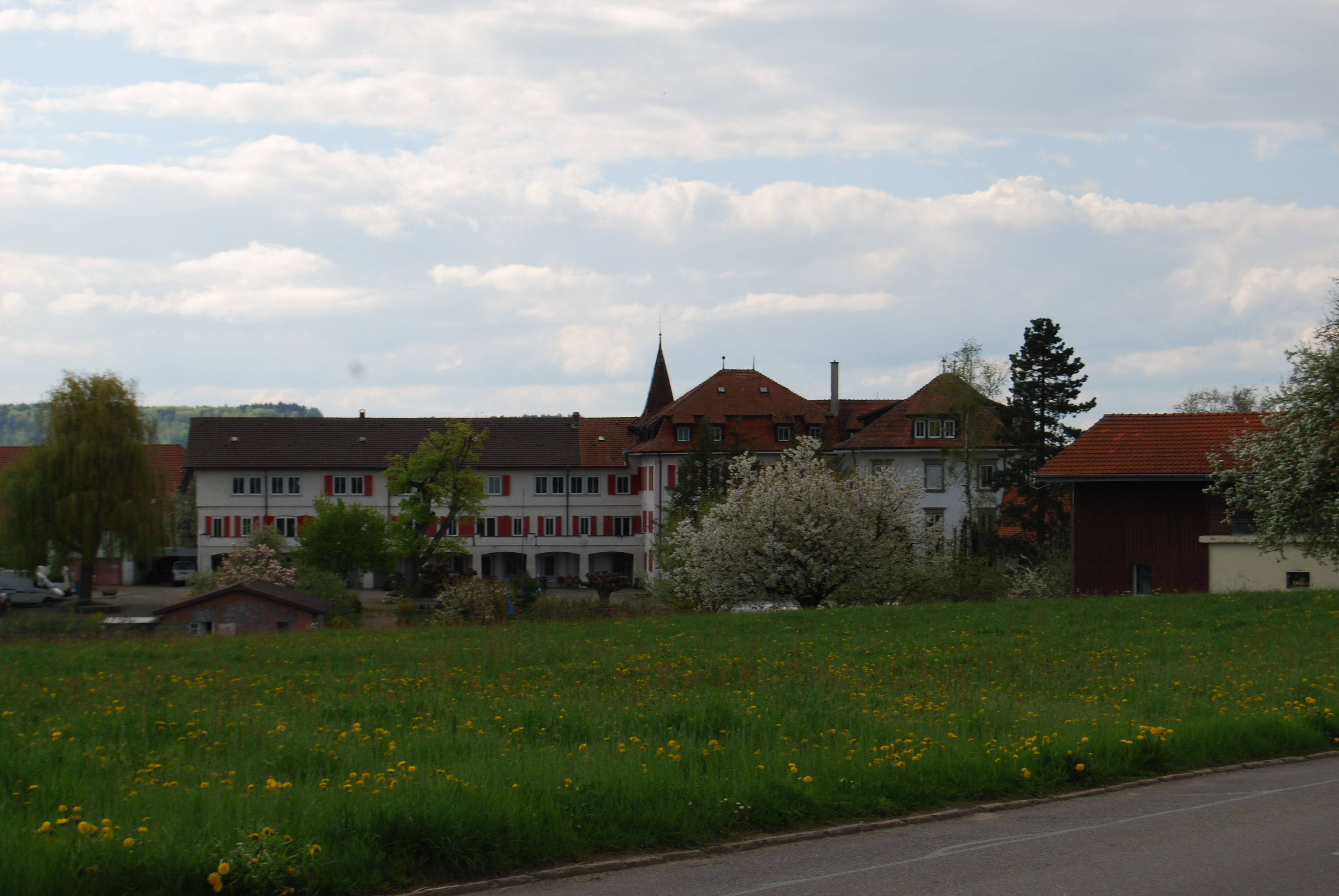
Oberes Schloss, Orsonnens